# José Urcullu
José Urcullu Baterruri (Bilbao, 1790 - Lisboa, 8 de junio de 1852), escritor, matemático, pedagogo, gramático y traductor español.

## Biografía
Era hijo del comerciante y capitán de correos marítimos Mateo de Urcullu Sámano, nacido en Santurce en 1741 y avecindado en La Coruña, y de Josefa Baterruri. Fue capitán de Infantería y miembro de la Sociedad Patriótica de La Coruña. Desde 1818 y en el Trienio Liberal (1820-1823) publicó bastantes piezas de teatro de denotada ideología liberal. Casó con la portuguesa-británica Margarida Allen, de la que tuvo una hija, María da Glória Urcullu y Allen, nacida en julio de 1822. Emigró a Londres tras caer la Constitución de Cádiz en 1823. Allí trabajó como traductor para el editor alemán Ackermann, quien quería apropiarse con obras impresas en español el recientemente abierto mercado librario hispanoamericano tras la ruptura del monopolio de edición que antes establecía España. Compuso, así, numerosos catecismos (pequeños volúmenes en dozavo, ilustrados con grabados, de entre cien y ciento cincuenta páginas, que servían de introducción didáctica a diversas disciplinas) sobre materias científicas (Matemáticas, Geometría, Ciencias Naturales) y algunas humanísticas (Mitología) para dotar de libros de texto a las instituciones educativas que empezaron a abrirse en el Nuevo Mundo. Asimismo tradujo del inglés obras recreativas infantiles (Elementos de dibujo, Elementos de Perspectiva, Recreaciones geométricas, Recreaciones arquitectónicas) para escuelas de primera enseñanza. Son obra suya el Catecismo de Historia Natural (Londres, 1826), un Catecismo de Geometría (Londres, 1825) y un  Catecismo de Aritmética comercial (Londres, 1825). Al morir Fernando VII en 1834 volvió de inmediato a la península ibérica, pero se quedó en el Portugal de Pedro I y redactó un elogio suyo y de su hija María da Gloria. Regresó en 1851 para dirigir el Colegio General de Vizcaya y murió en Lisboa en 1852.
Como escritor de creación, aparte de sus piezas teatrales, colaboró en Ocios de Españoles Emigrados y en el No me olvides de 1828, donde incluye tres fábulas suyas; se le deben dos breves narraciones góticas presentes al final de Cuentos de duendes y aparecidos (1825), "El manuscrito catalán" y "Padre en vida y testigo en muerte"; las otras son traducciones de Ghost Stories: Collected with a particular View to counteract the vulgar Belief in Ghosts, publicada por R. Ackermann en 1823,  así como un ciclo de once novelas históricas sobre los Reyes Católicos.

## Obras

### Teatro
- Motezuma, tragedia en cinco actos (Valencia, 1818)
- Porlier en su última hora (Coruña, 1820)
- La sombra de Acevedo. Drama alegórico en un acto (La Coruña, 1821)

### Historia y Política
- Relación histórica de los acontecimientos más principales ocurridos en La Coruña, y en otros puntos de Galicia, en febrero y marzo de este año con el objeto de restablecer la Constitución política de la Monarquía española, que felizmente rige (Coruña, 1820)
- Cantata pelo motivo dela visita deida a... Porto... por María II, e... Pedro... sua Augusta Espoza (Porto, 1834)

### Traducciones
- La gastronomía o los placeres de la mesa (Valencia, 1820), traducción del poema didáctico francés de Joseph Berchoux.
- Víctor Hugo, Angelo, tirano de Padua: drama em tres jornadas, Porto, 1836.
- Cuentos de duendes y aparecidos, Londres, 1825.

### Obras didácticas
- Catecismo de mitología (Londres, s.a.)
- Catecismo de Aritmética comercial (Londres, 1825)
- Catecismo de Geometría (Londres, 1825)
- Catecismo de Historia Natural (Londres, 1826)
- Catecismo de Astronomía (Londres, ¿1826?)
- La nueva muñeca o el aguinaldo de la abuela (Londres, 1826)
- Lecciones de moral, virtud y urbanidad (Londres, 1826)
- Catecismo de retórica (Londres, 1826)
- Tratado elemental de Geografía Astronómica, Física, Histórica ou política, antiga e moderna (Porto, 1835-39)
- Gramática inglesa para uso dos portugueses (Porto, 1840)
- Prospecto del Instituto Colegio de Vizcaya (Bilbao, 1851)
- Discurso inaugural pronunciado en la solemne apertura del Colegio General de Vizcaya (Bilbao, 1852)
- Gramática inglesa reducida a veinte y dos lecciones (Londres 1825, Madrid 1853)

### Narrativa
- Los tiempos de los Reyes Católicos D. Fernando y Doña Isabel desde 1450 hasta 1500 en once novelas históricas (Londres, 1840)
- Cuentos de duendes y aparecidos (Londres, 1825)
- Las hijas de Flora: ó Novelas americanas Londres: Ackermann, 1837.